# Vanessa Mdee
Vanessa Hau Mdee (sinh ngày 7 tháng 6 năm 1988 tại Arusha, Tanzania), còn được gọi là Vee Money, là một nghệ sĩ thu âm Tanzania, nhạc sĩ, ca sĩ, nhà hoạt động trẻ, dẫn chương trình TV và đài phát thanh. Mdee được biết đến rộng rãi là MTV VJ hàng đầu của Tanzania. Sau đó, cô trở thành một nhân viên đài phát thanh và truyền hình, dẫn chương trình Epic Bongo Star Search và Dume CHallenge cho ITV Tanzania trước khi ký hợp đồng với B'Hits Music Group vào cuối năm 2012. Sau khi gia nhập B'Hits Music Group, Mdee đã hợp tác với rapper Tanzanian A.Y. trên bản thu âm '' Money '' và Ommy Dimpoz, một nghệ sĩ Bongo Flava trong bản thu âm Me and You mà sau này đã được bình chọn là Bài hát của năm trong Giải thưởng Âm nhạc Kilimanjaro năm 2013. Cô đã nhận được một tiếng vang lớn hơn với việc phát hành đĩa đơn solo đầu tiên của mình "Closer", mà trong tuần đầu tiên phát hành của nó đã được tải về hơn 30.000 lượt, một thành tích mà không có nghệ sĩ Tanzania khác đạt được. "Closer" vẫn ở trên bảng xếp hạng trong hơn 13 tuần. Vanessa đã có cơ hội phỏng vấn nhiều nghệ sĩ, như K'Naan, Kelly Rowland, Montana của Pháp, Trey Songs, Mac Miller, Rick Ross, Ludacris, Miguel, Donald, Nazizi, Xtatic, Stella Mwangi, Camp Mulla, Tay Grin, Teargas, Dr Sid và nhiều diễn viên châu Phi và quốc tế khác. Trong năm 2015 và 2016, cô phát hành ba đĩa đơn Nobody But Me, Never Ever và Niroge cũng đã nhận được nhiều giải thưởng.

## Cuộc đời và học vấn
Vanessa Mdee sinh ngày 7 tháng 6 năm 1988, tại Arusha, thành phố lớn thứ ba ở Tanzania; nằm ở miền Bắc Tanzania. Mdee trở nên quen thuộc với nhiều nền văn hóa khác nhau sau khi lớn lên ở New York, Paris, Nairobi và Arusha. Cô có được trình độ trung cấp và phổ thông tại Trường Trung học Hiện đại Arusha. Mdee theo học đại học tại Đại học Công giáo Đông Phi để theo đuổi bằng Luật. Mdee nhanh chóng trở nên quen thuộc với nhiều hình thức sáng tạo và nghệ thuật biểu diễn khác nhau.